# Brownfield (Softwareentwicklung)
Brownfield (aus dem Englischen entlehnt; wörtlich übersetzt: braunes Feld) ist ein Begriff in der Softwareentwicklung und wurde 2008 von Hopkins und Jenkins eingeführt. Er beschreibt Probleme, die bei neu entwickelter Software auftreten, welche sich in ein bestehendes Software- und Architekturkonzept eingliedern müssen. Im Gegensatz zur vollständigen Neuentwicklung (auch als „Greenfield-Entwicklung“ bezeichnet) muss sich die Weiterentwicklung strukturellen Rahmenbedingungen beugen.
Auch in der Projektentwicklung spricht man von Greenfield- und Brownfield-Projekten.